# Vojtěch Samec
Vojtěch Samec (1832 Poděbrady – 11. července 1887 Praha) byl rakouský důstojník a český politik, v 2. polovině 19. století poslanec Říšské rady.

## Biografie
Pocházel z chudých poměrů, ale vypracoval se v rakouské armádě do nejvyšších důstojnických pozic. Nastoupil do vojenské školy v Jičíně a ve věku osmnácti let byl jmenován poručíkem. Podílel se na tažení rakouské armády v roce 1859 a 1866. V roce 1874 byl povýšen na plukovníka (Oberst) a velel 41. pěchotnímu regimentu. V roce 1878 dosáhl hodnosti generálmajora. Za zásluhy během tažení roku 1866 mu byl udělen Řád železné koruny. Získal i Císařský rakouský řád Leopoldův. Podílel se na operacích rakousko-uherské armády v Bosně. Do roku 1882 sloužil jako brigadýr u 27. pěchotní brigády v Prešpurku. Roku 1883 odešel na vlastní žádost do penze a usadil se v Praze.
Angažoval se pak ve vysoké politice. Působil jako poslanec Říšské rady (celostátního parlamentu Předlitavska), kam usedl v doplňovacích volbách roku 1883 za kurii městskou v Čechách, obvod Litomyšl, Polička, Lanškroun atd. Slib složil 4. prosince 1883. 4. března 1885 byl zbaven mandátu pro slabomyslnost. Ve volebním období 1879–1885 se uvádí jako Adalbert Sametz, generálmajor ve výslužbě, bytem Praha. Patřil mezi české národní poslance. Byl členem mladočeské strany. Na Říšskou radu ho navrhl Český klub, který sdružoval staročeské, mladočeské a velkostatkářské křídlo české politiky.
Jeho politickou dráhu přerušilo psychiatrické onemocnění. V prosinci 1884 musel být dopraven do zemského blázince v Praze poté, co se u něj objevovaly výstřednosti v chování, které se prohlubovaly, takže v závěru již nepoznával své blízké. Duševní choroba byla podle dobového tisku patrně dědičnou; v zemském blázinci byla hospitalizována ještě před ním i jeho sestra. Podle ošetřujícího lékaře dr. Karla Kuffnera trpěl paralýzou (progresivní?), postupným mizením duševních schopností. V roce 1886 se podle něj občas choval „bouřlivě“ a zachoval si něco z vojenských zvyků v pohybech a jednání, ale už neměl naději na zlepšení.
Zemřel po delší nemoci v 11. července 1887 na „ochrnutí plic“ v pražském ústavu pro choromyslné, pohřben byl na vojenském hřbitově v Karlíně u Invalidovny.
Jeho úmrtí mělo nakonec i soudní dohru. Známý pražský deník Národní listy totiž v nekrologu, který vyšel 12. července, uvedl mimo jiné: „Také u Bihače dobyl Samec s vojen. sborem svým skvělého vítězství, kteréž však bylo mu upíráno a kladeno na vrub vrchního velitele okupační armády, vévody Virtemberského, jemuž dostalo se vysokého vyznamenání, řádu Marie Terasie za udatenství, na nějž nároky příslušely gen. Samcovi. Vida v tom pokoření své, vyžádal si generál Samec zvláštní audienci u císaře, aby mohl býti ze služeb vojenských propuštěn. Po delším vyjednávání odebral se na odpočinek…“ a o na závěr napsal: „Práci vlasteneckou ztrpčovaly mu jedině vzpomínky na nevděk, kterého, jak pevně byl přesvědčen, dostalo se mu za věrné a poctivé služby. To bylo i příčinou choroby, jíž po delší době včera podlehl.“ C. k. zemský soud v Praze to kvalifikoval jako zločin „uražení Veličenstva“, protože autor článku podle něj nepřímo vyčítal císaři nedostatečné ocenění generálových zásluh a porušil tak povinnost prokazovat panovníkovi náležitou úctu. Příslušné odpolední vydání novin bylo zabaveno a rozsudek musel být v nejbližším čísle uveřejněn, nikdo konkrétní ale nebyl dále postižen.